# ピート・マッカニン
ピーター・マッカニン・ジュニア（Peter Mackanin, Jr., 1951年8月1日 - ）は、アメリカ合衆国・イリノイ州シカゴ出身のプロ野球監督、元プロ野球選手（内野手）。右投右打。

## 経歴

### 現役時代
1969年のMLBドラフト4巡目（全体73位）でワシントン・セネタースから指名され、プロ入り。球団名がテキサス・レンジャーズに改称後の1973年にメジャーデビュー。現役時代は主に二塁手として4球団でプレーした。

### 引退後
引退後はマイナー各球団で監督を歴任。メジャーではモントリオール・エクスポズで三塁コーチ、ピッツバーグ・パイレーツでベンチコーチを務めた。2005年にはパイレーツ、2007年にはシンシナティ・レッズで、ともにシーズン途中から終了まで監督代行を務めた。
2009年からはフィラデルフィア・フィリーズでベンチコーチを4年間務めた。2012年シーズン終了後に一旦退任したが、2014年に三塁コーチとしてフィリーズに復帰。2015年6月26日より辞任したライン・サンドバーグに代わって暫定監督に就任し、9月には正式に監督となった。
2017年9月29日に解任が発表された。

## 人物
ベネズエラ・ウィンターリーグで選手としてプレー及び監督を務めた経験があり、ラテン系選手とはスペイン語で積極的にコミュニケーションを図る。

## 詳細情報

### 背番号
- 24 (1973年 - 1974年、1978年 - 1979年途中)
- 5 (1975年 - 1977年、2012年)
- 17 (1979年途中 - 同年終了)
- 14 (1980年 - 1981年)
- 25 (1997年 - 2000年、2003年 - 2005年)
- 46 (2007年)
- 22 (2009年 - 2011年)
- 45 (2014年 - 2017年)